# Пјетранера (Ђенова)
Пјетранера је насеље у Италији у округу Ђенова, региону Лигурија.
Према процени из 2011. у насељу је живело 35 становника. Насеље се налази на надморској висини од 904 м.